# Анелизе Михел
Анелизе Михел (Лајблфинг, 21. септембар 1952 — Клингенберг ам Мајн, 1. јул 1976) била је немачка девојка која је умрла у 23. години од последица вишемесечног егзорцизма који су спроводила двојица римокатоличких свештеника по налогу вирцбуршког бискупа.
Два филма, Егзорцизам Емили Роуз и Реквијем, представљају слободна тумачења приче о Анелизе Михел. У неким бискупијама Католичке цркве, први филм је искоришћен у сврху црквене пропаганде. Наиме, на многим катедралама су били излепљени плакати са препоруком да католици овај филм морају да погледају, па је један духовити критичар имајући ово у виду насловио своју критику за овај филм Егзорцизам Емили Роуз, или утеривање вере у посетиоце биоскопа.
Занимљиво је да је Католичка црква, која је одобрила егзорцизам Анелизе Михел касније променила своје становиште и прогласила овај догађај случајем менталне болести. Данас, многи људи верују да је била поседнута демонима, а њен гроб је данас место ходочашћа.

## Чињенице
Будућа наставница из строге религиозне фамилије, код које су доктори дијагностиковали епилепсију, умрла је 1976. године од последица егзорцизма. Егзорцизам су спровели свештеници Арнолд Ренц и Франц Алт по налогу бискупа Јозефа Штангла. При крају егзорцизма, који је трајао више од десет месеци, Анелиза Михел почиње да одбија храну. Када је умрла имала је само 31 килограм. У априлу 1976, суд је због „убиства из немара непружањем помоћи“, родитеље и двојицу свештеника осудио на шест месеци затвора условно. Оптужени су да нису затражили медицинску помоћ ни савет лекара.
Дана 25. фебруара 1978. извршена је ексхумација. Званични разлог је била жеља родитеља да Анелизу покопају у бољем ковчегу. Вероватнији разлог је била изјава једне часне сестре којој се Анелизи наводно „указала“ и рекла да тело још није почео да се распада чиме је Црква хтела да докаже стварну поседнутост ђаволом. Међутим, у званичном извештају након ексхумације наведено је да је дошло до природног распадања тела. Оптуженим родитељима и свештеницима није било допуштено да присуствују ексхумацији.

## Тумачења
Данас је тешко објективно протумачити тај догађај. Велики број изјава особа, које су посредно или непосредно играле неку улогу, је под религиозним утицајем, тако да се стварно објашњење и приступ том догађају чини немогућим. Такође, ни саме чињенице нису неспорне. Делимично су чак и експлицитна сведочења су противречна. Мишљења су веома различита и код самог питања, да ли је Анелизе припадала традиционалном или савременом веровању. У суштини постоје два објашњења — прво чисто психолошко тумачење и друго које се ослања на стварну могућност демонске поседнутости.

## Девица Марија
У периоду кад је извођен егзорцизам, а кад је наставила узимање лекова, Анелизе је сањала Девицу Марију која јој је понудила две опције: да остане жива али да нико не сазна шта јој се, у ствари, дешавало или да настави своје мучеништво како би сви сазнали да је Царство духова и Сила таме стварно. Анелизе је одабрала другу могућност.
Новинар Елбсон Кармела са Католичког универзитета, у свом чланку каже:
Анелизе се определила за добровољно мучеништво, тврдећи да ће њен пример поседнутости да послужи као упозорење човечанству да Ђаво одиста постоји и да сви који раде за своје спасење морају да имају ово у виду. Она је навела да многи људи кажу да је Бог мртав, изгубили су веру, и да она, својим примером, показује да су Ђавоља дела, без обзира на веру и народ, општеприсутна.

## Мишљења доктора
Пет до шест напада, које су доктори између 1968. и 1972. установили код Анелизе, имали су типичне знакове епилепсије. Анелизе је све до кратко пред своју смрт узимала лекове, који је требало да спрече епилептичне нападе. У два ЕЕГ прегледа је установљено оштећење мозга у пределу леве слепоочнице. Приликом обдукције то оштећење није могло поново да буде доказано.
Ниједан од доктора није био упућен у постојање било какве религиозне компоненте. Једино се доктору у Ашафенбургу Анелизе поверила да види демонске гримасе. Тај доктор је на судском саслушању 1977. године изјавио да „иза реченог (то што му је Анелиза у поверењу рекла) није лично доживљени садржај могао да буде установљен“. Сви феномени и догађаји, који су се наводно појавили током егзорцизма, нису били предмет ни једног медицинског истраживања.

## Мишљења судских стручњака
Први стручњак кога је суд задужио да проучи питање је дошао до закључка да је Анелиза боловала од епилепсије. Због медикаментног лечења, болест је тражила други начин како да се испољи и прешла у параноидну психозу. То је потврђено и аудио-снимцима који су настали током егзорцизма. Чињеница је да епилептичари често имају претерано болесне религиозне ставове као и депресије и параноидне фазе.
Од априла 1976. погоршање здравственог стања може да се објасни аутосугестивним понашањем које настаје при губитку самоконтроле. До њене смрти је на крају дошло због одбијања узимања хране. На захтев одбране, суд је позвао једног стручњака који је дошао до сличног закључка. Само што се друго испитивање одлучно противи дијагнози оштећења мозга. Осим тога претпоставља се и једна шизофренична компонента болести. Сви стручњаци су били истог мишљења, да свештеници који су извели егзорцизам, показују неке психолошке дефекте (када је реч о тематици и приступу егзорцизму и поседнутости). Међутим, не у толикој мери да би били проглашени психички болесним (неурачунљивим) и због тога били блаже кажњени.

## Уве Волф
Мишљење Увеа Волфа, евангелистичког теолога, подудара се са мишљењем стручњака. Међутим, њега је више интересовало питање: Зашто је Анелиза Михел тако тешко оболела?, него само научно-психолошко објашњење. Као одговор на то питање понудио је теорију њеног строгог римокатоличког васпитања који био у знаку ауторитарног оца, превеликих моралних очекивања и страха. За разлику од већине својих вршњака она није успела да се ослободи и да одрасте.
Једина могућност да се ослободи из „малог света“ њеног родног места била је да игра улогу поседнуте. Као поседнута, могла је да псује и проклиње све што је римокатоличко, културу својих родитеља и целе околине а да се не плаши да за то буде кажњена. Према мишљењу Увеа Волфа, екстремне традиционалне изјаве током егзорцизма, изазвали су свештеници Алт и Ренц (Ренц је наводно припадао покрету Марсела Лефевра). У исто време, Волф је заступао и једно друго објашњење које је било у супротности са првим.
Према том објашњењу, управо њено дубоко корење у католицизму је Анелизу довело до неповерења према докторима и њиховим могућностима да јој помогну. Према њеном мишљењу, ниједан доктор није био у стању да јој помогне. Са друге стране посматрано кроз призму њене вере, кроз своје муке као представница свих мученика је била у стању да људима скрати пут кроз ватру чишћења или чак да их спаси од самог пакла. Католичка црква јој је забрањивала самоубиство — које би, као смртни грех, управо ту њену улогу мученице уништило. Према томе, као једино спасење, остала јој је смрт на основу већ постојећих мука. Због тога је од Ускрса 1976. године почела да гладује.

## Став Ватикана
Католичка црква (или тачније бискуп Јозеф Штангл) у њено јe име одобрила егзорцизам и дозволила оцу Ернесту Алту да са оцем Арнолдом Ренцом изврши исти, али је након неког времена променила своје становиште и прогласила Анелизу Михел ментално болесном.
Ернест Алт је 1996. примљен у приватну аудијенцију код тадашњег папе Јована Павла II. Случај овог егзорцизма је детаљно испитивала професорка Фелиситас Гудман у њеној књизи Егзорцизам Анелизе Михел.

## Учесници и сведоци
Док је Анелизе још била жива, сви који су са њом били у контакту су били убеђени да је била поседнута демонима. Свештеник Алт је још увек у то убеђен, као и њена мајка и Теа Хајн (која је „открила“ Анелизу). Такође су и свештеник Ренц, и Анелисин отац према свим подацима све до смрти били убеђени у њену поседнутост демонима.
Од посебног значаја у овом случају је било мишљење свештеника Адолфа Родевика (писца два стандардна штива за теолошки предмет демонологију), који је својим мишљењем посебно допринео спровођењу егзорцизма и своју теорију чак и пред судом бранио. Свештеник Родевик располаже великим искуством на овом подручју, јер је и он сам спроводио егзорцизам и био саветник Немачке бискупске конференције на подручју теолошке демонологије. Једино се за Анелизину сестру Розвиту зна да се после прикључила психолошком тумачењу и објашњењу тог случаја.

## Фелиситас Д. Гудман
Професорка докторка Фелиситас Гудман (иначе немачког порекла), професорка антропологије на Денисон Универзитету у Охају, покушала је да догађаје објасни на основу својих личних културно-антрополошких истраживања. Према њој, у свакој религији постоји феномен „религиозног изванредног стања“, који може да се испољи како позитивно тако и негативно. То изванредно стање је принципијелно у сваком човеку, са тиме што су различити људи различито обдарени то стање да достигну. Ако се то стање позитивно испољи онда оно делује на мождани центар страсти.
У другом случају то стање захвата „казнени“ центар мозга. Посебан знак „религиозног изванредног стања“ је говор у једној посебној и понављајућој вокализацији (говор у посебном ритму и мелодији). Тај начин говора професорка Гудман је наводно открила на аудио-снимцима који су настали у току егзорцизма. Према њеном мишљењу, све религије познају лекове за такве случајеве негативног изванредног стања. У Римокатоличкој Цркви за то постоји, током векова испробан, Велики егзорцизам. Он служи погођеним да то стање преусмери из „казненог“ у центар страсти. Тачно то се десило и код Анелизе.
Након многих визија и приказивања Мајке Божије, разних других светаца и анђела као и самога Исуса Христа, сви демони су из ње изашли 31. октобра 1975. Смртну улогу су имали лекови. Од самог почетка неурохемијски лекови су спречили егзорцизам. На крају крајева су се демони, кратко након истребљења, поново вратили. Од тог тренутка су лекови почели да делују контрапродуктивно. Именом познати демони све су мање долазили до речи да би 29. фебруара 1976. године потпуно занемели.
Такође од Великог Петка 1976. године су и позитивни гласови престали да се чују. Након што јој је гутање постало немогуће, Анелиса више није могла да узима лек Тегретал. Према тези госпође Гудман, Анелизини симптоми се подударају са симптомима који настају након прекида узимања Тегретала. На крају је Анелиза умрла, зато што је Тегретал проузроковао изумирање црвених крвних зрнаца, значи чињенично гушење.

## Ексхумација
Пре суђења, родитељи су затражили дозволу од власти да ексхумирају ћеркине остатке. То су учинили као резултат поруке коју су добили од кармелитанске часне сестре из дистрикта Алгеу у Јужној Баварској. Часна сестра је рекла родитељима да је имала визију која јој је открила да је тело њихове ћерке још увек нетакнуто и навела натприродни карактер тог случаја.
Званични разлог који су родитељи изнели у захтеву властима је био да су је на брзину закопали у непрописном и јефтином ковчегу. Скоро две године након покопа, 25. фебруара 1978, њени остаци су премештени у нови ковчег оивичен калајем. Званични извештај (са датумом неоспореним од власти) каже да је тело показало знакове сталног пропадања. Оптужени егзорцисти — Анелизини родитељи и два свештеника — били су обесхрабрени да погледају Анелизине остатке. Отац Арнолд Ренц је касније тврдио да је био спречен да уђе у мртвачницу.